# Sistema solare svedese
Il Sistema solare svedese è il più grande modello del Sistema solare esistente al mondo. Il sole è rappresentato dall'edificio emisferico più grande al mondo: il Globen di Stoccolma. I pianeti del sistema solare interno si trovano nell'area cittadina della Capitale, quelli del sistema solare esterno si trovano in altre città in direzione Nord, mentre i pianeti nani e altri corpi celesti come le comete, sono distribuiti per tutta la Svezia. Il modello, in scala 1:20 milioni, è stato ideato da Nils Brenning e Gösta Gahm che ne hanno coordinato lo sviluppo.

## Il sistema
I corpi celesti rappresentati in questo modello comprendono il Sole, i pianeti (e alcune delle loro lune), i pianeti nani e altri tipi di piccoli corpi celesti (comete, asteroidi, oggetti transnettuniani ed altro), come anche alcuni concetti astratti (come la termination shock). A causa della progressiva scoperta di molti altri piccoli corpi celesti nel vero Sistema Solare, il modello viene man mano modificato e ampliato. 
- Il Sole, di 71 m di diametro, è rappresentato dal Globen a Stoccolma. L'edificio simboleggia il Sole, compresa la sua corona.[1]

### Pianeti interni
- Mercurio, di 25 cm di diametro, si trova nel Museo civico di Stoccolma a 2,9 km dal Globen. La piccola sfera metallica è riscaldata, a voler simboleggiare la vicinanza al Sole.[1]
- Venere, di 62 cm di diametro, dal 2016 è posizionata nel parco dell'Albanova universitetscentrum a 5,5 km dal Globen.[1] Il modello precedente si trovava all'Istituto reale di tecnologia (Kungliga Tekniska Högskolan) ma rubato nel 2011.[3]
- La Terra, di 65 cm di diametro, si trova nel museo di storia naturale a 7,6 km dal Globen. A venti metri di distanza dal modello della Terra, affisso su di un pilastro, è posizionato il modello della Luna, di 18 cm di diametro, realizzato dall'artista Peter Varheyi.[1]
- Marte, di 35 cm di diametro, si trova nel centro commerciale Mörby Centrum, a 11,6 km di distanza dal Globen. Il simulacro del "pianeta rosso", collegato da una staffa in acciaio a un piedistallo rotondo che simboleggia la Terra, porta incisi i simboli che rappresentano alcuni degli elementi chimici marziani.[1]

### Pianeti esterni
- L'installazione che dal 2019 rappresenta Giove, è ubicata a 40 km dal Globen, nella hall della sala conferenze dell'Hotel Clarion, nell'Aeroporto di Stoccolma-Arlanda; è un disco luminoso del diametro di 7,1 m. Nel corridoio che introduce alla reception, quattro sfere rappresentano i quattro Satelliti medicei Io, Europa, Ganimede e Callisto. Precedentemente il gigante gassoso era simboleggiato da una rappresentazione floreale all'esterno dell'aeroporto.[1]
- Il modello di Saturno dovrebbe essere collocato a Uppsala a 73 km dal Globen e dovrebbe avere un diametro di 6,1 m. Il progetto, in via di completamento, ha visto molte scuole della zona realizzare modelli delle lune di Saturno collocate in vari luoghi della città.[1] Un'installazione temporanea, rappresentante il pianeta, fu inaugurata durante l'Anno internazionale dell'astronomia del 2009: il modello era un tappeto con un'immagine di Saturno collocata nella piazza dedicata all'astronomo Anders Celsius.[4]
- Urano, del diametro di 2,6 m, dal 2012 si trova a Lövstabruk, a 143 km di distanza dal Globen. È una sfera stilizzata, realizzata in barre di acciaio blu con l'inusuale asse di rotazione evidenziato in rosso; il modello è stato costruito nel laboratorio meccanico della Centrale nucleare di Forsmark, dove l'uranio gioca un ruolo essenziale.[1]
- Nettuno del diametro di 2,5 m, si trova nel parco di Söderhamn, a 229 km dal Globen. Il modello si illumina di blu di notte.[1]

### Pianeti nani
- Plutone, di 12 cm di diametro, e la sua luna più grande, Caronte di 6 cm di diametro, si trovano nel centro di Delsbo a 300 km dal Globen. Le sfere sono posizionate sopra dei pilastri a forma di lapide, a voler ricordare Plutone, il dio mitologico dell'Ade. L'installazione si trova vicino a due laghi formatisi 90 milioni di anni fa dall'impatto di un meteorite.[1]
- Ixion, del diametro di 6,5 cm, si trova a Härnösand a 360 km dal Globen. La scultura è un globo tenuto da una mano con un braccio. Questo plutino è stato scoperto da un gruppo di ricerca che comprendeva scienziati svedesi.[1]
- Eris, di 13 cm di diametro, si trova a Umeå a 510 km dal Globen ed è ispirato alla storia mitologica di Eris che istiga alla lite tra le dee utilizzando una mela d'oro.[1]
- Sedna, di diametro di 10 cm, si trova a Luleå a 912 km dal Globen, realizzato dallo scultore Antero Koskitalo.[1]
- Il modello di 7,5 cm di diametro del pianeta nano 225088 Gonggong, anche conosciuto come "2007 OR10", è ubicato presso l'osservatorio Tycho Brahe di Oxie (Malmö), a 500 km dal Globen.[1]

### Altri corpi celesti
- Il modello dell'asteroide Eros di forma irregolare 2 cm x 0,7 mm x 0,7 mm, è posizionato presso Danderyd, a 11 km dal Globen. È stato creato nel giorno di San Valentino.[1]
- L'asteroide Saltis è ubicato presso Saltsjöbaden a 17 km dal Globen e misura meno di 1 mm di diametro. L'asteroide è stato scoperto da A. Brandeker nel 2000, usando un telescopio dell'osservatorio di Stoccolma da cui l'asteroide prende il nome.[1]
- Il modello dell'asteroide Vesta si trova dal settembre 2017 al liceo Åva, una scuola pubblica di Täby a 17 km dal Globen e di forma ovale, con lunghezza di 3 cm.[1]
- L'asteroide Palomar-Leiden 5025, del diametro 0,2 mm, si trova ad Alsike, nell'area urbana di Knivsta, a 602  km dal Globen. Non è una scultura ma un punto su di un basamento, all'interno del "parco delle sculture cosmiche" dell'artista Erik Ståhl.[1]
- La Cometa di Halley è rappresentata da quattro opere posizionate presso Skövde a 260 km dal Globe: tre all'esterno, realizzate sui disegni di alcuni scolari, più una all'interno, che consiste in un laser che passa attraverso un blocco di vetro. La posizione scelta rappresenta, in scala, la massima distanza dell'orbita della Cometa dal Sole.[1]
- La Cometa Swift-Tuttle, presso Karlshamn a 390 km dal Globen.[1]
- Il Confine dell'Eliosfera (Termination shock) è identificato presso Kiruna a 950 km dal Globen.[1]

## Galleria d'immagini

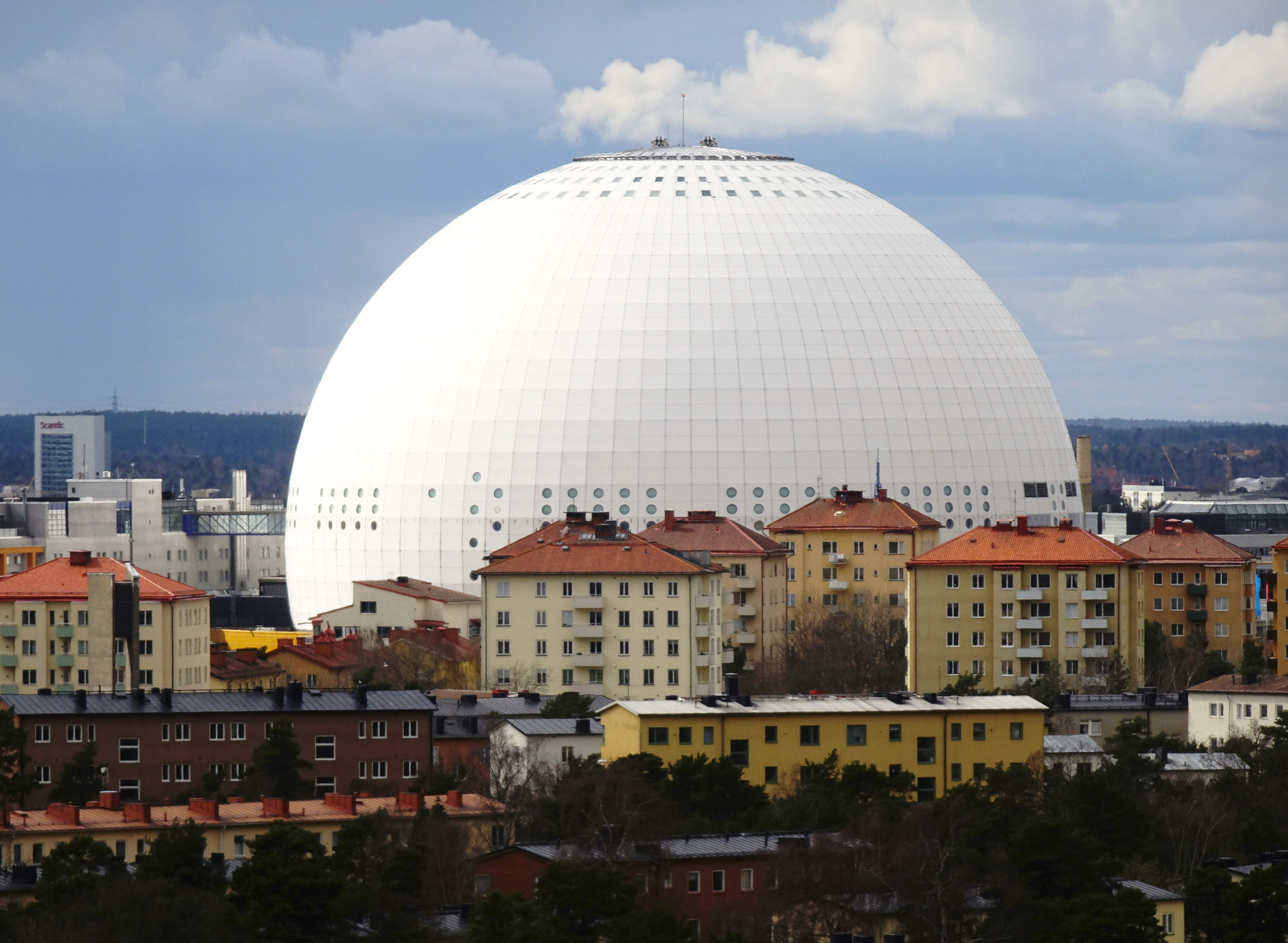
Il Globen di Stoccolma rappresenta il Sole
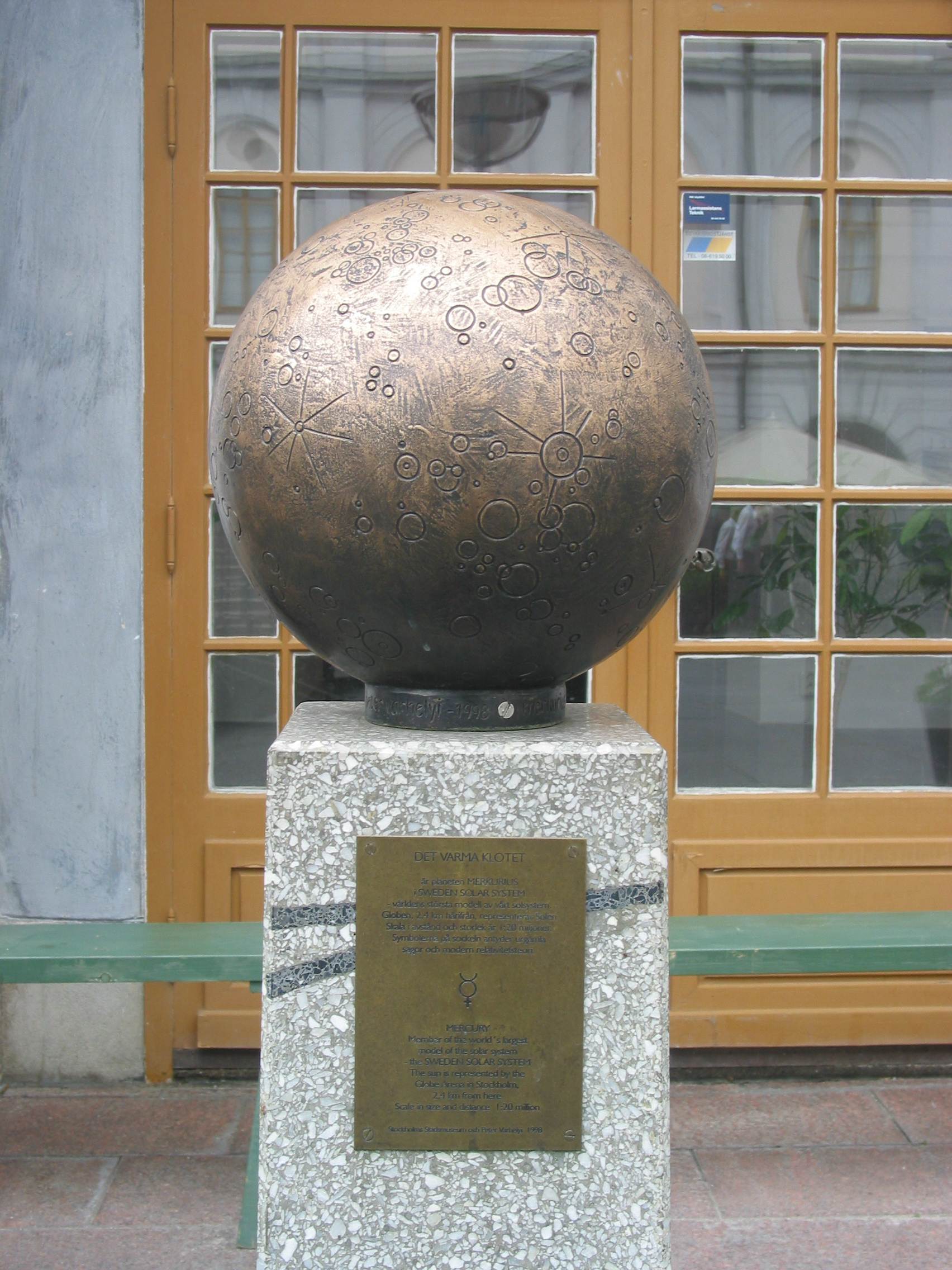
Mercurio a Stoccolma
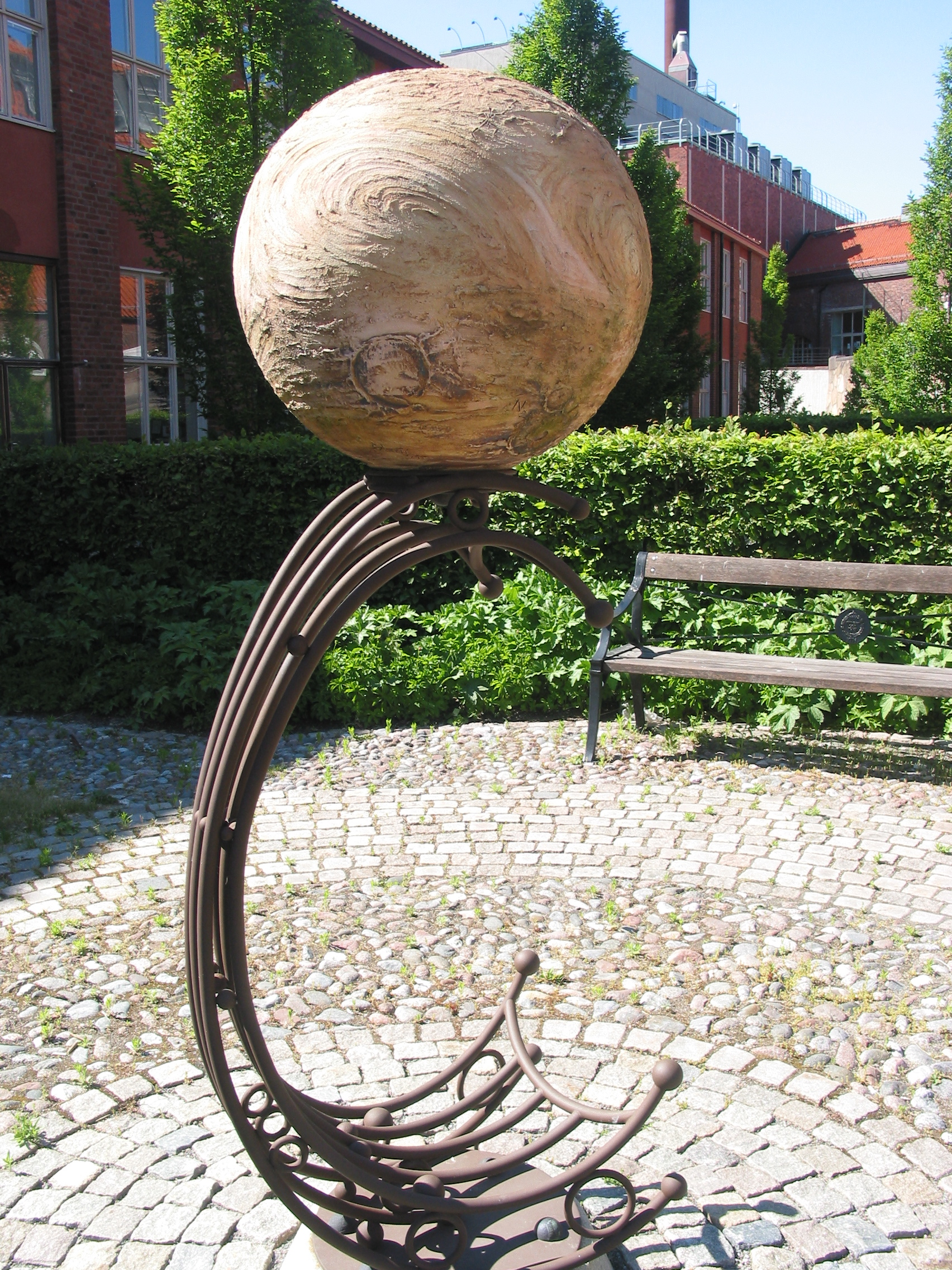
Il precedente modello di Venere a Stoccolma
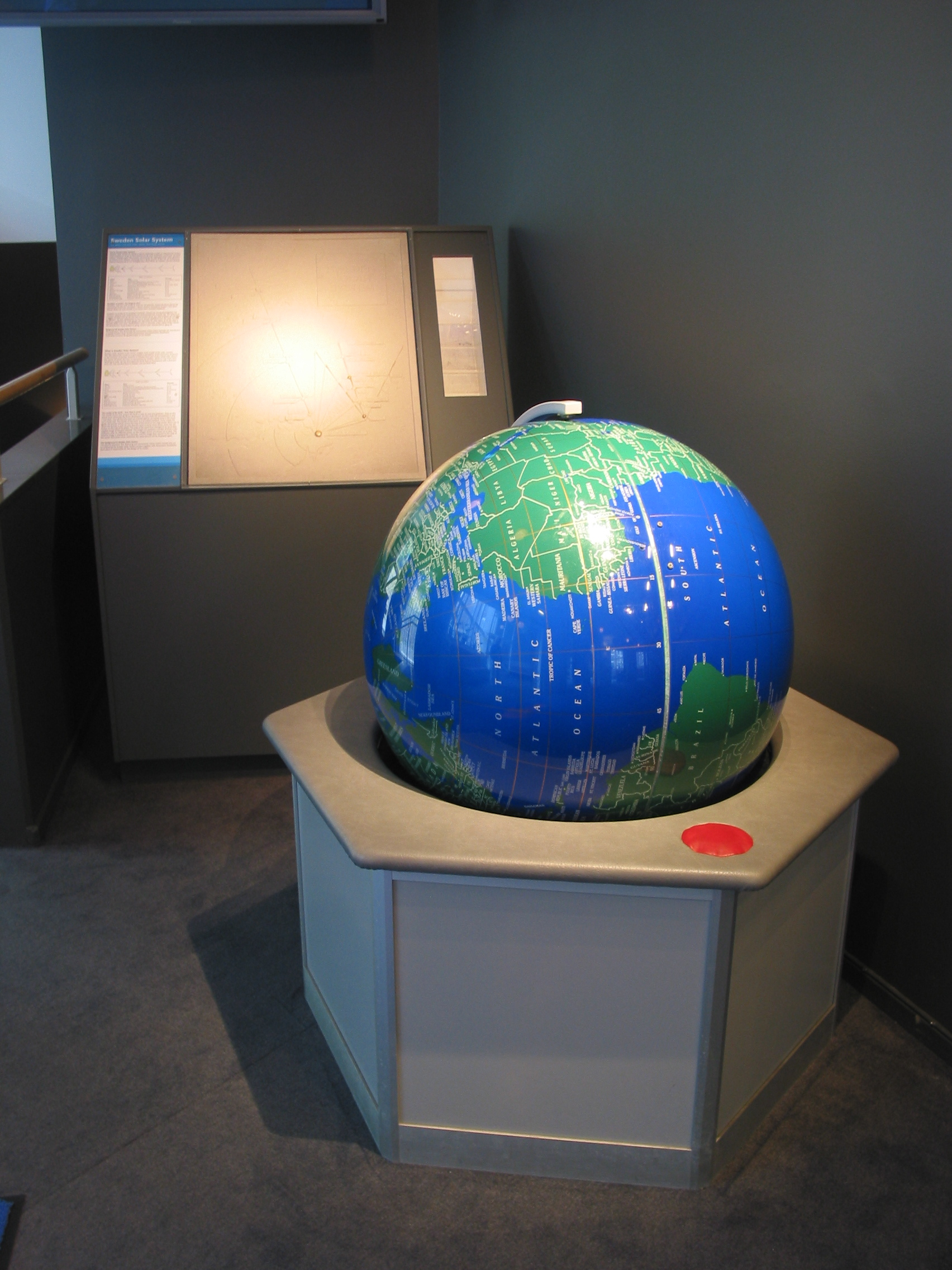
Il precedente modello della Terra a Stoccolma
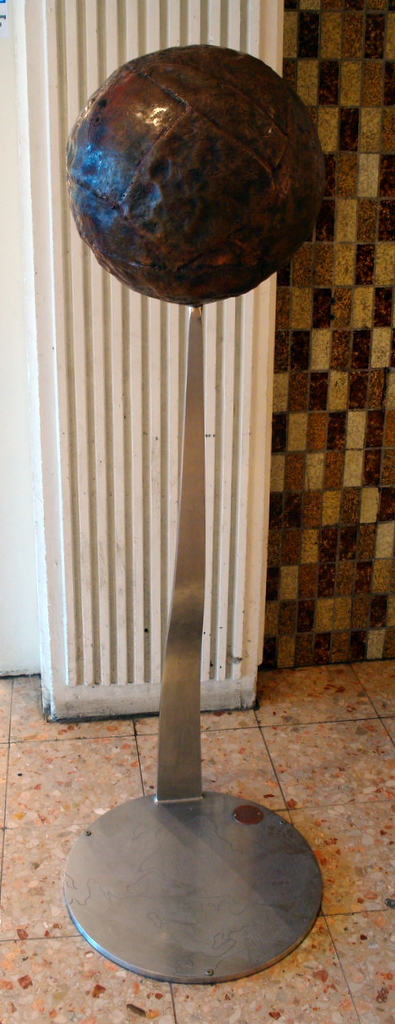
Marte a Stoccolma
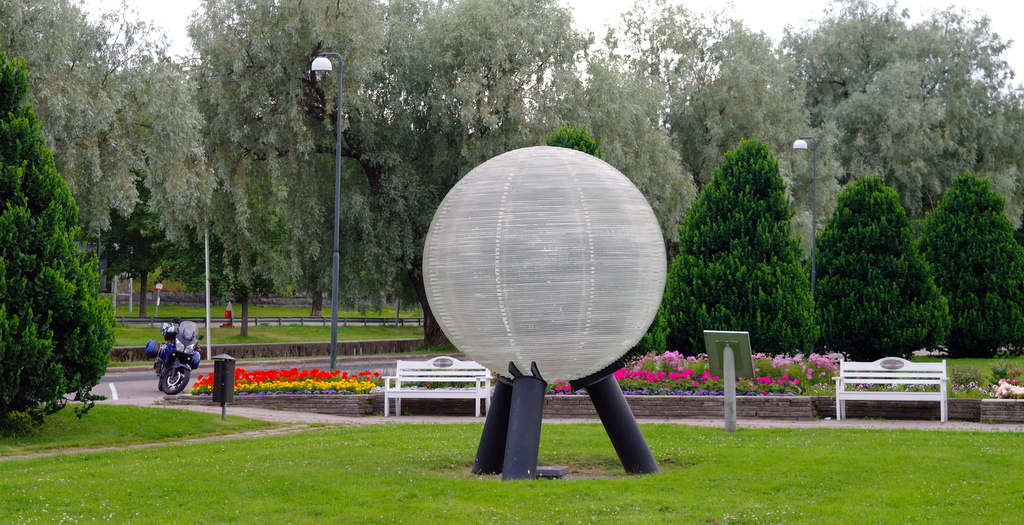
Nettuno a Söderhamn
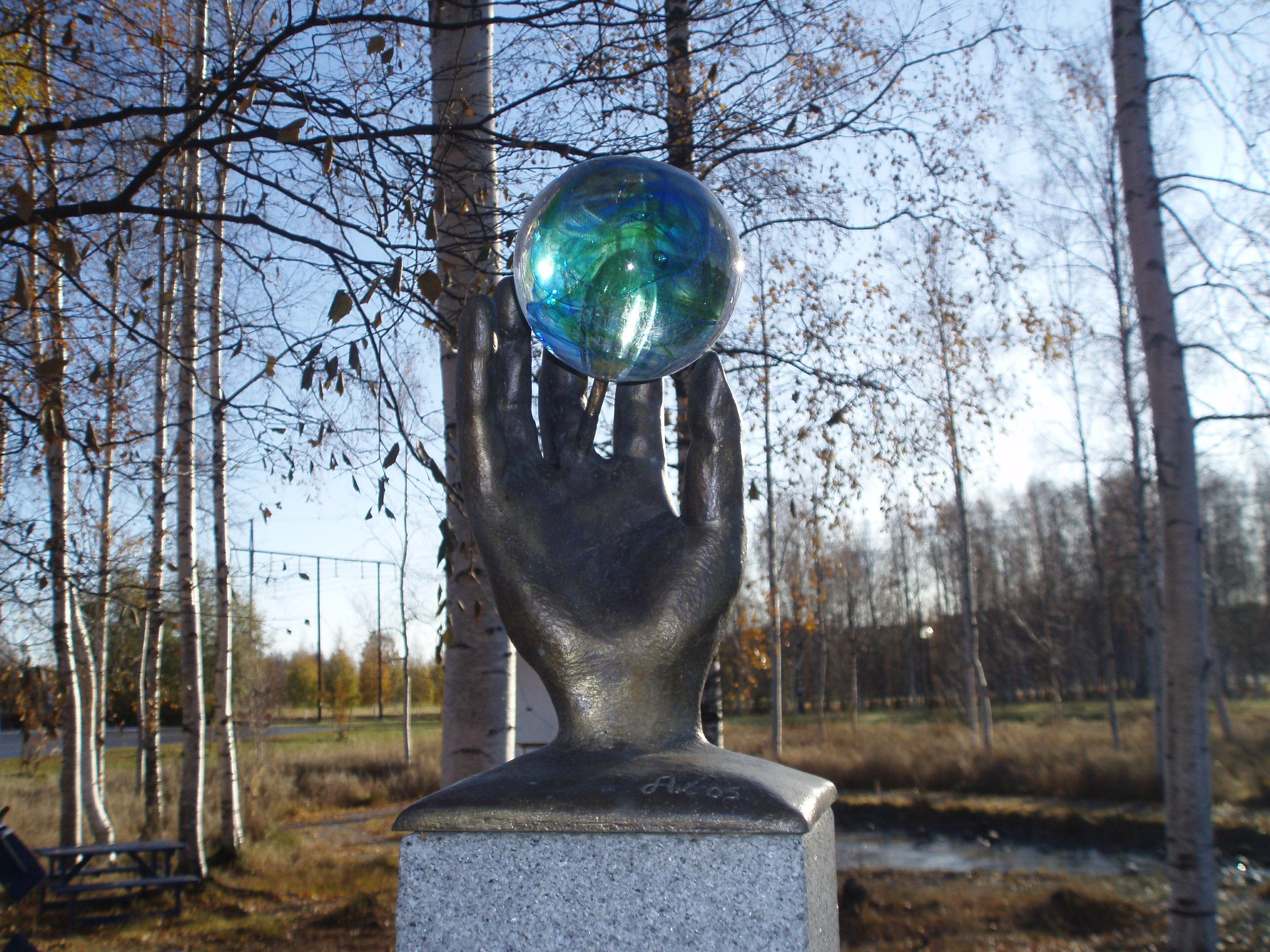
Sedna a Luleå
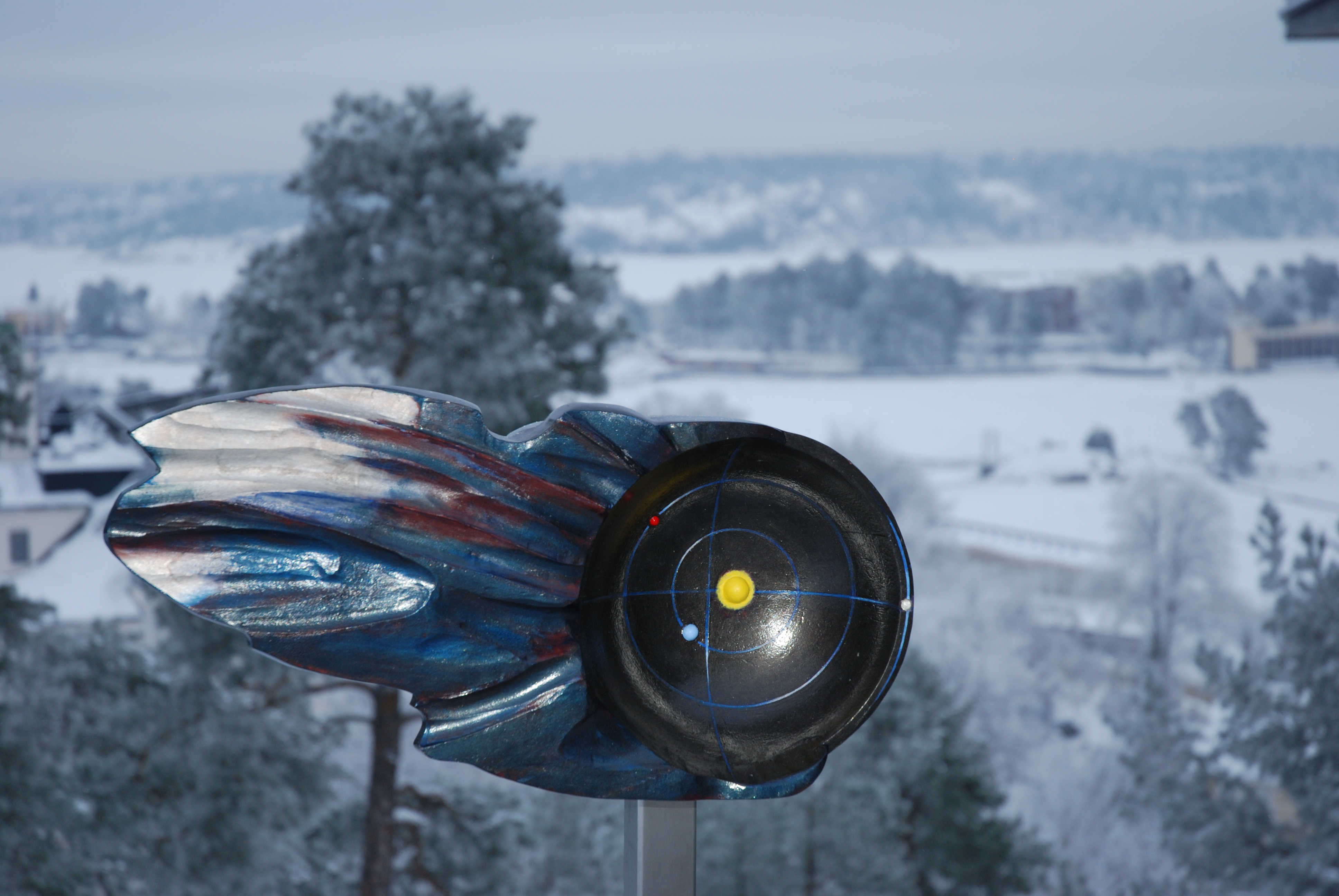
L'asteroide Saltis presso Saltsjöbaden